# 柘植正時
柘植正時（つげまさとき，天正13年－寬永19年，即1585年—1643年），日本江戶幕府旗本。柘植正俊子。平右尉門。
正時出生於攝津國。慶長5年（1600）出仕德川家康。慶長14年（1609）由父親一方繼任家督。元和2年出仕德川秀忠。寬永9年出仕德川家光。隔年加增1000石共2400石。因奉命整修江戶城本丸，寬永17年（1640）就任長崎代官。因和葡萄牙等外國貿易糾紛而在幕府指示下燒毀商館。兩年後（1643）病逝，享年59歲。